# Aeroportul Fukuoka
Aeroportul Fukuoka (IATA: FUK, ICAO: RJFF) este un aeroport din Hakata-ku⁠(d), Fukuoka, Prefectura Fukuoka, Japonia ce deservește zona Fukuoka. Aeroportul a fost tranzitat în 2023 de 24.075.925 de pasageri. A fost deschis în 1943 și numit după zona deservită.
Situat la o altitudine de 30 m, aeroportul dispune de 1 pistă. Este operat de Ministry of Land, Infrastructure, Transport and Tourism⁠(d).

## Infrastructură

### Piste
Eroare Lua în Modul:Runway la linia 26: attempt to concatenate local 'surface' (a nil value)

### Terminale
Aerogara are în componență 1 terminal, Fukuokakūkō Station⁠(d). 